# Marija Šestak
Marija Martinović, coniugata Šestak (in serbo Марија Мартиновић-Шестак?; Kragujevac, 17 aprile 1979), è un'ex triplista jugoslava naturalizzata slovena dal 2006.

## Biografia
Si è sposata con il velocista sloveno Matija Šestak.

## Palmarès
| Anno                               | Manifestazione          | Sede      | Evento       | Risultato      | Prestazione | Note             |
| ---------------------------------- | ----------------------- | --------- | ------------ | -------------- | ----------- | ---------------- |
| In rappresentanza della Jugoslavia |                         |           |              |                |             |                  |
| 1996                               | Mondiali juniores       | Sydney    | Salto triplo | 20ª (q)        | 12,57 m     |                  |
| 1997                               | Giochi del Mediterraneo | Bari      | Salto triplo | 7ª             | 13,23 m     |                  |
| 1997                               | Europei juniores        | Lubiana   | Salto triplo | Argento        | 13,54 m     |                  |
| 1997                               | Universiadi             | Catania   | Salto triplo | Qualificazione | 13,15 m     |                  |
| 1998                               | Mondiali juniores       | Annecy    | Salto triplo | Bronzo         | 13,47 m     |                  |
| 1999                               | Europei under 23        | Göteborg  | Salto triplo | 8ª             | 13,14 m     |                  |
| 2001                               | Europei under 23        | Amsterdam | Salto triplo | Argento        | 13,72 m     |                  |
| 2001                               | Giochi del Mediterraneo | Radès     | Salto triplo | Argento        | 13,97 m     |                  |
| 2002                               | Europei indoor          | Vienna    | Salto triplo | 6ª             | 14,00 m     |                  |
| 2003                               | Universiadi             | Taegu     | Salto triplo | 8ª             | 13,12 m     |                  |
| In rappresentanza della Slovenia   |                         |           |              |                |             |                  |
| 2007                               | Mondiali                | Osaka     | Salto triplo | Bronzo         | 14,72 m     |                  |
| 2008                               | Mondiali indoor         | Valencia  | Salto triplo | Argento        | 14,68 m     |                  |
| 2008                               | Giochi olimpici         | Pechino   | Salto triplo | 4ª             | 15,03 m     | Record nazionale |
| 2009                               | Europei indoor          | Torino    | Salto triplo | Argento        | 14,60 m     |                  |
| 2009                               | Mondiali                | Berlino   | Salto triplo | 25ª (q)        | 13,69 m     |                  |
| 2011                               | Mondiali                | Taegu     | Salto triplo | 21ª (q)        | 13,87 m     |                  |
| 2012                               | Mondiali indoor         | Istanbul  | Salto triplo | 9ª (q)         | 14,05 m     |                  |
| 2012                               | Giochi olimpici         | Londra    | Salto triplo | 11ª            | 13,98 m     |                  |